# یوشی میزوبوچی
یوشی میزوبوچی (انگلیسی: Yushi Mizobuchi؛ زادهٔ ۲۰ ژوئیهٔ ۱۹۹۴) بازیکن فوتبال اهل ژاپن است.
از باشگاه‌هایی که در آن بازی کرده‌است می‌توان به باشگاه فوتبال ماتسوموتو یاماگا اشاره کرد.